# Via Leoni
Via Leoni è un'importante strada di Verona situata nella città antica, corrispondente al tratto sud-orientale del cardine massimo della Verona romana e al suo proseguimento all'esterno dell'abitato.

## Storia
Nata in epoca romana, la strada corrispondeva al cardine massimo per la parte interna a porta Leoni e alla via Regia per la parte fuori dalle mura romane cittadine. Questa separazione netta spiega l'irregolarità del tratto di strada e della cortina edilizia extra moenia rispetto a quello che si dirige verso il cuore della città, proseguendo quasi subito col nome di via Cappello. Grossomodo nel punto in cui è presente l'attuale ponte Navi doveva quasi sicuramente esservi un ponte romano a spiegare la grande importanza che in epoca romana aveva il cardine massimo.
Il toponimo "Leoni", dato sia alla porta che alla via, deriva molto probabilmente da un frammento marmoreo rappresentante due leoni accostati che si trovava nei pressi dell'intersezione con vicoletto Leoni, poi spostato nei pressi di ponte Navi dove si trova tutt'oggi. La sua origine non è da ricercarsi nell'epoca romana, in quanto il nome originale si è perso e la porta nel basso medioevo prendeva il nome "di San Fermo", dal nome della contrada in cui si trovava; tuttavia il nome definitivo era sicuramente già attestato sul finire del XVIII secolo, come attesta un'iscrizione presente su palazzo De Stefani.

## Descrizione
Via Leoni prosegue il rettifilo di via Cappello, rispetto alla quale risulta molto più larga e luminosa. All'estremità orientale si conclude all'incrocio con stradone San Fermo e ponte Navi, reso famoso dalla battaglia avvenuta nel XIV secolo di Cangrande II della Scala contro il fratello naturale Fregnano. Il ponte tuttavia non è quello originale, in quanto quello è andato distrutto durante la disastrosa inondazione del 1882, sostituito da un ponte in cemento armato che a sua volta è stato demolito dai tedeschi in ritirata sul finire della seconda guerra mondiale, mentre quello attuale, rivestito in cotto, è stato inaugurato nel 1947.
Al civico 1, di fronte a porta Leoni, si trova palazzo De Stefani, caratterizzato da una grondaia e da balconi marmorei sostenuti da medaglioni formati da teste di leoni. La facciata principale del palazzo prospetto però su corticella Leoni, dove durante la seconda guerra mondiale caddero e scoppiarono alcune bombe, danneggiando gravemente il palazzo che venne restaurato nel dopoguerra.
Di fronte a palazzo De Stefani si trova porta Leoni, una delle porte che si aprivano lungo le mura romane di Verona la cui edificazione si svolse intorno alla seconda metà del I secolo a.C., a seguito della definitiva romanizzazione della Gallia Transpadana e al conseguente spostamento dell'abitato di Verona entro l'ansa del fiume Adige. Durante la prima metà del I secolo la porta, che era stata costruita quasi completamente in laterizio, venne inoltre ricompresa nell'opera di monumentalizzazione cui venne sottoposta l'importante città veneta: l'intervento vide la giustapposizione di nuove facciate lapidee sul prospetto lato Foro e lato campagna, per cui tutt'oggi è possibile scorgere, nella porzione di prospetto ancora esistente, sia la struttura di età repubblicana che quella di età imperiale.
Al civico 10 si trova un esempio di architettura rinascimentale, palazzo Bottagisio, posto sull'angolo con stradone San Fermo, dotato di uno spazioso atrio colonnato e di un notevole scalone marmoreo che conduce al piano nobile. Sull'altro lato di via Leoni rispetto al palazzo si trova in monumento a re Umberto I, a memoria della visita che fece a Verona in seguito all'inondazione del settembre 1882. Nel tratto terminale della strada si può infine fruire della pittoresca visione delle gotiche absidi della chiesa di San Fermo Maggiore, cui si accede però dall'omonimo stradone.